# Predskazivanje
Predskazivanje ili nagovještaj (engleski: foreshadowing) narativna je metoda u književnosti u kojoj pripovjedač daje rani nagovještaj onoga što će se kasnije dogoditi u priči. Predskazivanje se često pojavljuje na početku priče i pomaže u razvoju ili potpori očekivanjima publike o predstojećim događajima.
Pisac može realizirati predskazivanje na mnoge načine, kao što su dijalozi likova, događaji u zapletu i promjene u okruženju. Čak i naslov djela ili poglavlja može djelovati kao nagovještaj koji sugerira što će se dogoditi. Predskazivanje u fikciji stvara atmosferu napetosti u priči, čime pobuđuje u čitateljima zainteresiranost i želju da saznaju više i da čitaju dalje.
Ova literarna metoda se općenito koristi za izgradnju iščekivanja kod čitatelja o tome što bi se moglo dogoditi sljedeće kako bi se dodala dramska napetost u priči. Štoviše, predskazivanje može učiniti da se nevjerojatni i bizarni događaji predstavljaju uvjerljivo, a događaji koji se predviđaju suptilno mogu natjerati publiku da se osjeća kao da ih je očekivala.
Nagovještaji mogu biti o budućim događajima, otkrićima likova, obrtima i zapletima kako bi se stvorila atmosfera, prenijela tema i kako bi se izgradilo iščekivanje, obično nagovještavajući događaj koji će vjerojatno prepriječiti put glavnom junaku kasnije.
Zaplet može biti odložen situacijama ili događajima da bi se stekao dojam da će se nešto važno dogoditi kako bi se izgradilo iščekivanje i naglasila važnost za njih, što publici postavlja niz pitanja, osobito nakon cliffhangera.
Ova narativna metoda često se prilagođava za upotrebu od strane kompozitora kazališne glazbe, u kompoziciji opera, mjuzikala, radioemisija, filmova, televizije, igara, podcasta i sličnih medija.

## Metode
Predskazivanje se može postići uporabom događaja koji su posljedica radnje ili izmišljenih događaja koji mogu donijeti originalne dijaloge, emocionalno uključivanje čitatelja u radnju, u glavnog junaka ili u nepoznate ili poznate likove.
- Retrospekcija (engl. flashback) iznenadni je prekid slijeda glavnih događaja radnje. U njemu se predstavljaju važni događaji koji su se odvili u prošlosti. Ovim se predstavljaju i točke zapleta koje je teško uvesti u naraciju, kao što su osobine likova, događaji ili teme koje tekuću naraciju mogu pokretati.

- Prolepsa (engl. flash forward) pomiče radnju u budućnost, gdje se ranije otkrivene ili nove osobine likova, događaji ili teme unose u priču. Ona može pridonijeti trenutnim ili prethodnim točkama zapleta.[5]

- Čehovljev pištolj je princip gdje se objekt ili lik prikazuje više puta, čime se ukazuje da će taj objekt ili lik kasnije biti važan za naraciju. Ovdje se također može odigrati i takozvana »crvena haringa«.